# Lövkniv

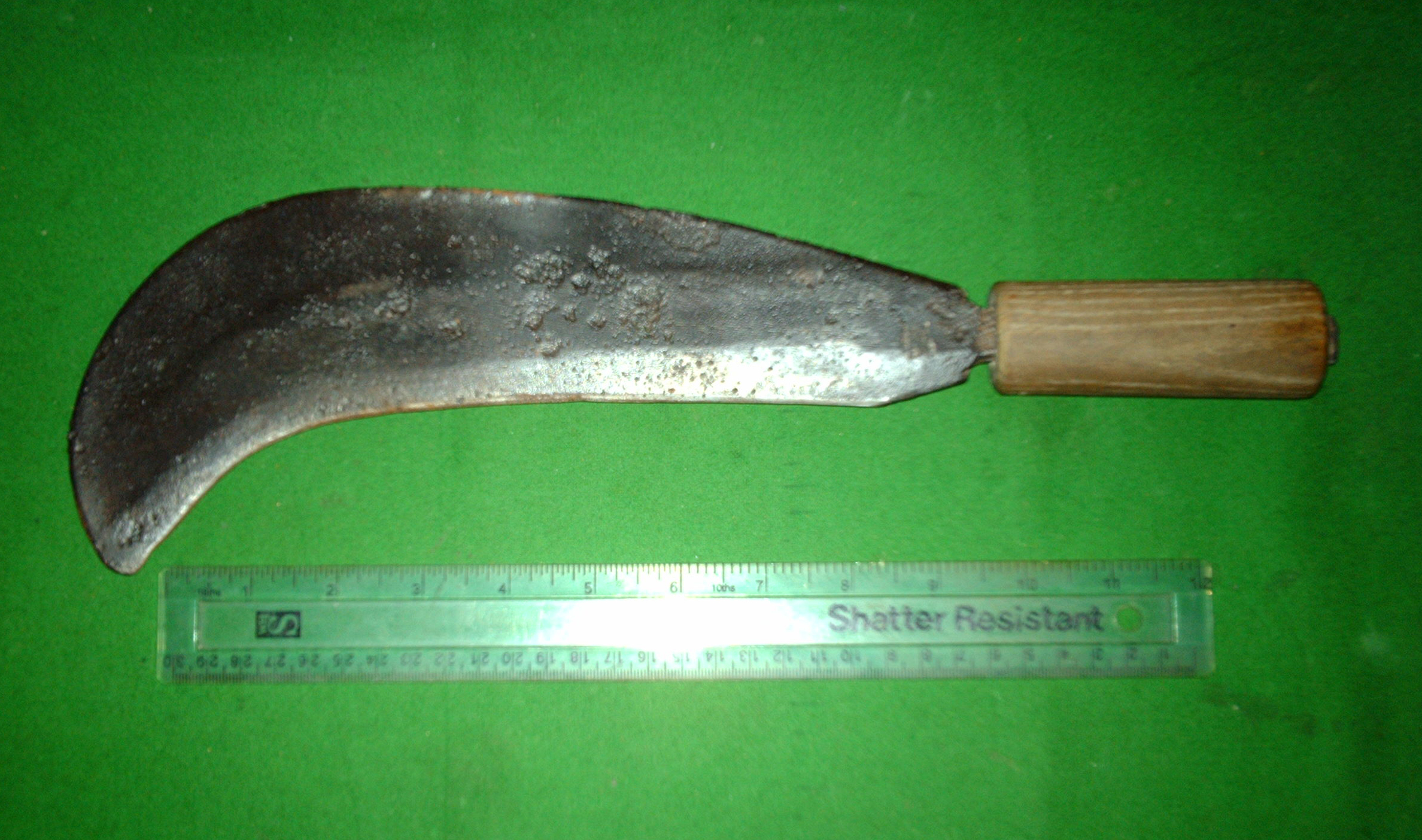
Lövkniv

Lövkniv, lövhacka, riskniv eller rissnapp, med flera, är en typ av saxslipad (enbart slipad på ena bladsidan) brukskniv med framåtkrökt udd likt en örnnäbb. Lövknivar används bland annat vid skörd av grenar och kvistar till lövfoder.